# Dream Productions
Dream Productions è una serie animata statunitense prodotta da Pixar Animation Studios per il servizio di streaming Disney+. 
Sviluppata e creata da Mike Jones, funge da midquel ambientato tra gli eventi di Inside Out (2015) e Inside Out 2 (2024). Dream Productions segue Paula Persimmon (Paula Pell) che collabora con Xeni (Richard Ayoade) per creare il prossimo grande sogno adolescenziale di Riley. Jones è stato lo showrunner della serie.
Jones è stato annunciato per la creazione di una serie basata su Inside Out alla Pixar nel giugno 2023. La serie è stata prodotta contemporaneamente al film sequel Inside Out 2. Il suo titolo è stato svelato nel maggio 2024. Nami Melumad ha fornito la colonna sonora per tutti e quattro gli episodi. La serie di quattro episodi dura circa 82 minuti. 
Dream Productions è stato presentato in anteprima su Disney+ l'11 dicembre 2024.

## Personaggi
- Paula Persimmon doppiata nell'originale da Paula Pell e in italiano da Emanuela Baroni. È un'acclamata regista da sogno.
- Kenny "Xeni" Dewberry doppiato nell'originale da Richard Ayoade e in italiano da David Chevalier. È un regista sognatore eccessivamente sicuro di sé, nipote di Jean e nuovo AD di Paula .
- Gioia doppiata nell'originale da Amy Poehler e in italiano da Stella Musy. È un'emozione gialla che spesso prende il sopravvento nella vita emotiva di Riley, ed è riluttante ad accettare qualsiasi influenza che potrebbe sminuire la felicità di Riley.
- Riley Andersen doppiata nell'originale da Kensington Tallman e da  Quinn Minichino Eakins (da giovane) e in italiano da Sara Ciocca e da Anita Patriarca (da giovane). È una ragazza di 12 anni nella cui mente vivono le emozioni.
- Disgusto doppiata nell'originale da Liza Lapira e in italiano da Veronica Puccio. È un'emozione verde che si occupa sia dell'avversione viscerale che delle reazioni istintive come la risposta al linguaggio del corpo.
- Paura doppiato nell'originale da Tony Hale e in italiano da Daniele Giuliani. È un'emozione viola responsabile della protezione di Riley dalle minacce nel mondo fisico.
- Rabbia doppiato nell'originale da Lewis Black e in italiano da Paolo Marchese. È un'emozione rossa che governa anche gli aspetti del gioco di hockey di Riley quando gioca in modo aggressivo.
- Tristezza doppiata nell'originale da Phyllis Smith e in italiano da Melina Martello. È un'emozione blu che aiuta Riley a elaborare esperienze sconvolgenti.
- Jean Dewberry doppiata nell'originale da Maya Rudolph e in italiano da Ilaria Stagni. È l'esigente capo della Dream Productions, la zia di Xeni e  di Paula.
- Janelle doppiata nell'originale da Ally Maki e in italiano da Martina Felli. È l'assistente alla regia di Paula che sogna di realizzare i suoi sogni.
- "Riley Teenager" doppiata nell'originale da Lauren Holt e in italiano da Margherita De Risi. È una manifestazione del sé adolescente di Riley che ha disegnato quando era più giovane, rappresentato da uno scarabocchio animato tradizionalmente su un foglio di carta a fogli mobili che lavora come barista, ma in seguito lanciato in un sogno.
- Signora Anderson doppiata nell'originale da Diane Lane e in italiano da Claudia Catani. È la madre di Riley.
- Signor Anderson doppiato nell'originale da Kyle MacLachlan e in italiano da Mauro Gravina. È il padre di Riley.
- Grace doppiata nell'originale da Grace Lu e in italiano da Bianca Demofonti. È un'amica di Riley.
- Bree doppiata nell'originale da Sumayyah Nuriddin-Green e in italiano da Ilaria Pellicone. È un'amica di Riley.
- "Boyfriend  Canadese" doppiato nell'originale da Noah Bentley e in italiano da Lorenzo Del Romano. È la rappresentazione del fidanzato ideale di Riley.

## Episodi
| Stagione       | Episodi | Pubblicazione |
| -------------- | ------- | ------------- |
| Prima stagione | 4       | 2024          |

## Produzione
Questa miniserie è stata prodotta da Kelsey Mann, una miniserie di Inside Out chiamata "Dream Productions" e decide di produrla con le cinque emozioni principali conosciute in Inside Out (2015) e non con le nuove emozioni conosciute in Inside Out 2 (2024) perché vuole incentrarsi sul periodo in cui Riley ha 12 anni, ha conosciuto le sue amiche Bree e Grace e ancora non sono arrivate le nuove emozioni che abbiamo già visto in Inside Out 2 (2024). 

## Distribuzione
Tutti e quattro gli episodi di Dream Productions sono stati rilasciati su Disney+ l'11 dicembre 2024. L'uscita della serie era originariamente prevista per la primavera del 2025, ma è stata spostata avanti, avendo scambiato la data di uscita con la serie televisiva Pixar Win or Lose.

## Accoglienza
Il sito web aggregatore di recensioni Rotten Tomatoes ha una percentuale di gradimento dell'82% basato su 11 recensioni, con un voto media di 6,1 su 10. Metacritic, che utilizza una media ponderata, ha assegnato un punteggio di 67 su 100 sulla base di 11 recensioni, indicando recensioni "generalmente favorevoli".